# Laguna Cáceres
La laguna Cáceres o bahía Cáceres es un lago natural de Bolivia, ubicado en el extremo este del país en el departamento de Santa Cruz. Parte de la laguna se encuentra dentro del parque nacional y área natural de manejo integrado Otuquis, a una altitud aproximada de 150 m s. n. m.
Está situada a orillas de las localidades de Puerto Suárez y Puerto Quijarro en territorio boliviano, y conectada con el río Paraguay por medio del canal Tamengo. Tiene unas dimensiones de 8,25 kilómetros de largo por 5,68 kilómetros de ancho y una superficie de 26,5 km² llegando en época de lluvias a los 200 km².
Esta laguna fue conectada por primera vez por medio de una carretera con el resto de Bolivia mediante la propuesta de la Empresa Nacional de Bolivia de Miguel Suárez Arana al gobierno de Bolivia, presentado el 1 de julio de 1875.

## Problemas medioambientales
La deforestación ha afectado negativamente el área de la laguna Cáceres, ya que causa una mayor cantidad de material de arrastre que incrementa la sedimentación de la laguna y sus afluentes. En 2011 y 2012 se alertó que la laguna podría secarse en un lapso de 10 años, y en 2021, la navegación al canal Tamengo desde la laguna Cáceres se hizo imposible debido al bajo nivel del agua.